# Astilbe platyphylla
Astilbe platyphylla là một loài thực vật có hoa trong họ Saxifragaceae. Loài này được H.Boissieu miêu tả khoa học đầu tiên năm 1897.